# Palazzo Roberti di Castelvero
Palazzo Roberti è una dimora storica di Acqui Terme sita in piazza Addolorata, appartenuta alla famiglia Roberti di Castelvero.

## Storia
Il palazzo fu fatto costruire da Bartolomeo Roberti, signore di Carpeneto, giunto in città nel 1564, data da porre dunque come terminus post quem per l'edificazione. Sul portale che apre sull'attuale via Togliatti il Roberti fece apporre la seguente iscrizione:                                                                                                                                                                                       

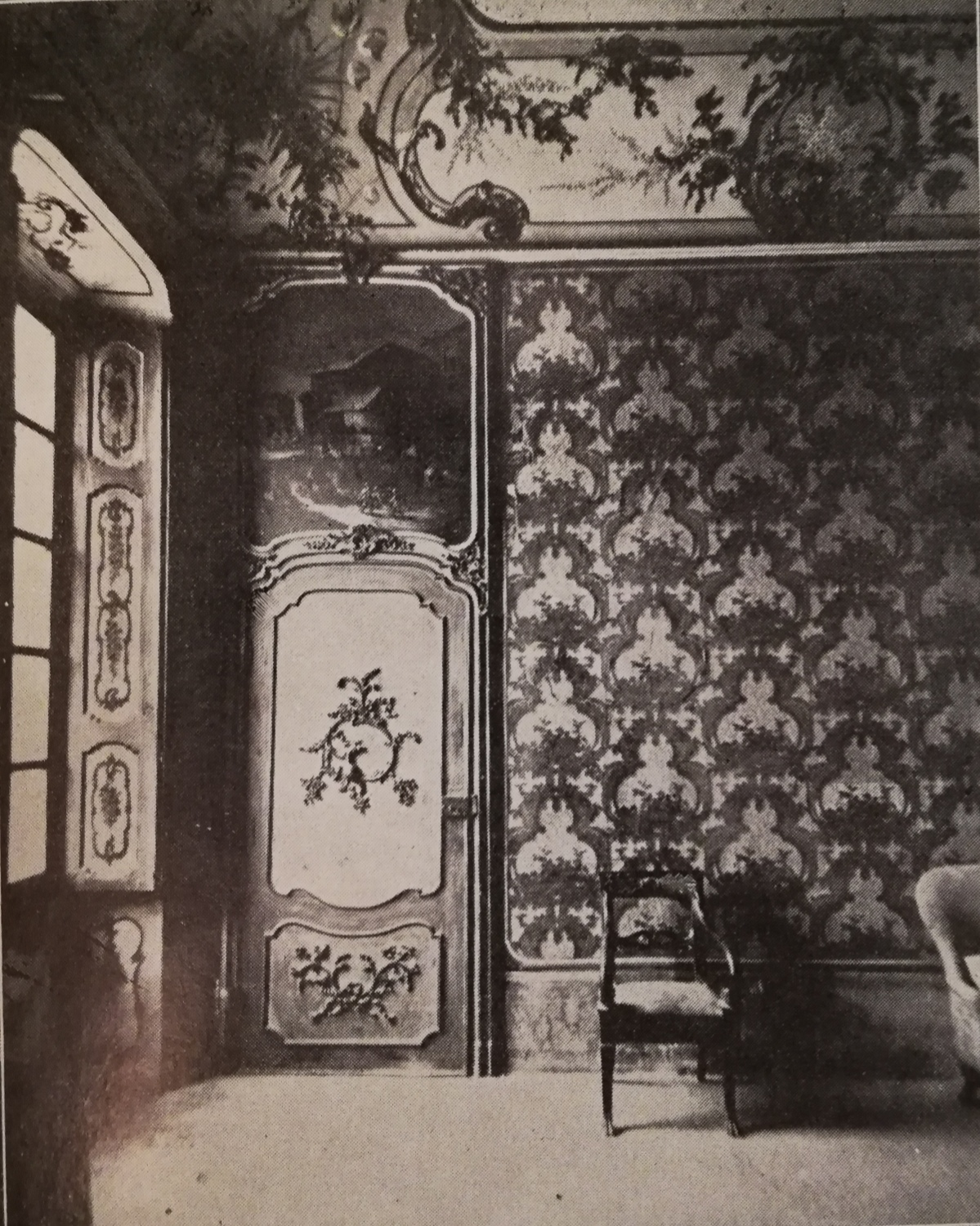
La sala dove alloggiò il Bonaparte in una foto d'epoca

"BENE EST CVI DEVS OBTVLIT/DIVINO NATVRA PARIT BONA PLVRIMA IVSSV/ARS HINC ADVENIENS COMMODIORA FACIT/BARTHOLOMEVS ROBERTVS AQVENSIS"
All'epoca della costruzione, oltre al portale ancora esistente, risale la corte con porticato e sovrastante doppio loggiato nella controfacciata. Successivamente la famiglia apportò altre modifiche al palazzo, principalmente in epoca rococò, quali la scala, l'atrio e gli stucchi delle volte del piano nobile. Nel giugno del 1702 fu ospite a palazzo il duca di Savoia Vittorio Amedeo II, futuro re di Sicilia prima e di Sardegna poi. Dal 4 Maggio al 23 Giugno 1795 vi alloggiò il generale austriaco Joseph Nikolaus De Vins e il 29 maggio la principessa di Carignano Giuseppina Teresa di Lorena-Armagnac.  Nel 1796 vi dormì due notti Napoleone Bonaparte, dal 30 aprile al 2 maggio, di passaggio da Acqui. Nel 1866 i Roberti vendettero l'immobile al commendatore Giacomo Ottolenghi. In tale data il valore fu valutato in L. 54.495.

## Descrizione

### Esterno

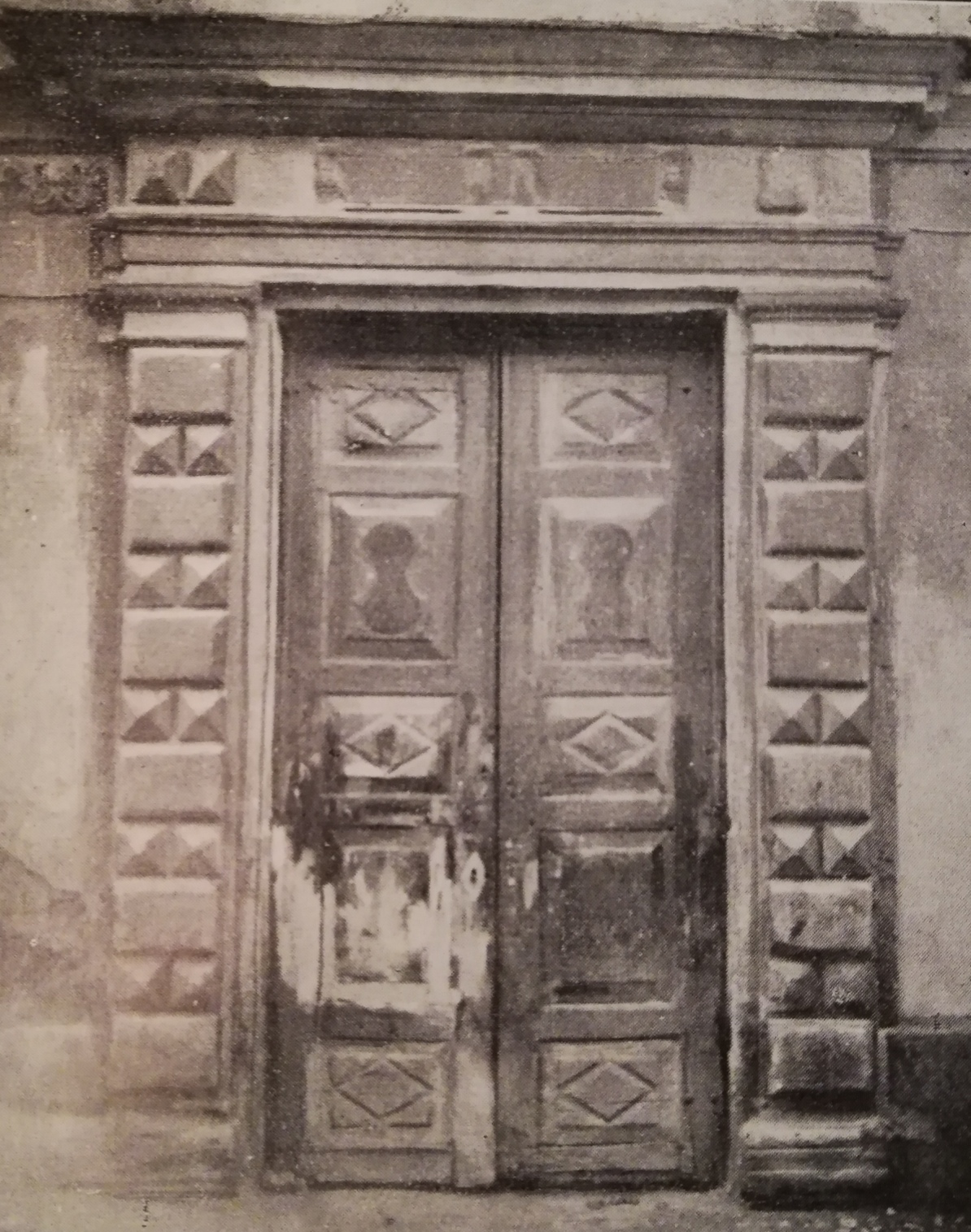
Il portale cinquecentesco del palazzo

Il palazzo presenta su piazza Addolorata una lunga facciata con botteghe al piano terra e ai due piani superiori 14 finestre, di dimensioni maggiori quelle del piano nobile. L'intera facciata principale e quelle laterali per lo spessore di due finestre sono ornate con una bella decorazione a stucco applicata dopo il 1866 con il passaggio agli Ottolenghi: questa modifica, insieme con l'apertura di porte di botteghe al pian terreno risalente allo stesso periodo, ha alterato pesantemente l'aspetto originario del prospetto. Su via Palmiro Togliatti si apre il portale cinquecentesco incorniciato da due paraste a bugne alternate rettangolari e doppie a diamante. L'architrave presenta anch'esso due coppie di bugne a diamante in corrispondenza delle paraste che incorniciano l'iscrizione sopra riportata; il tutto è sormontato da due pinnacoli a forma di vasi colmi di frutta.

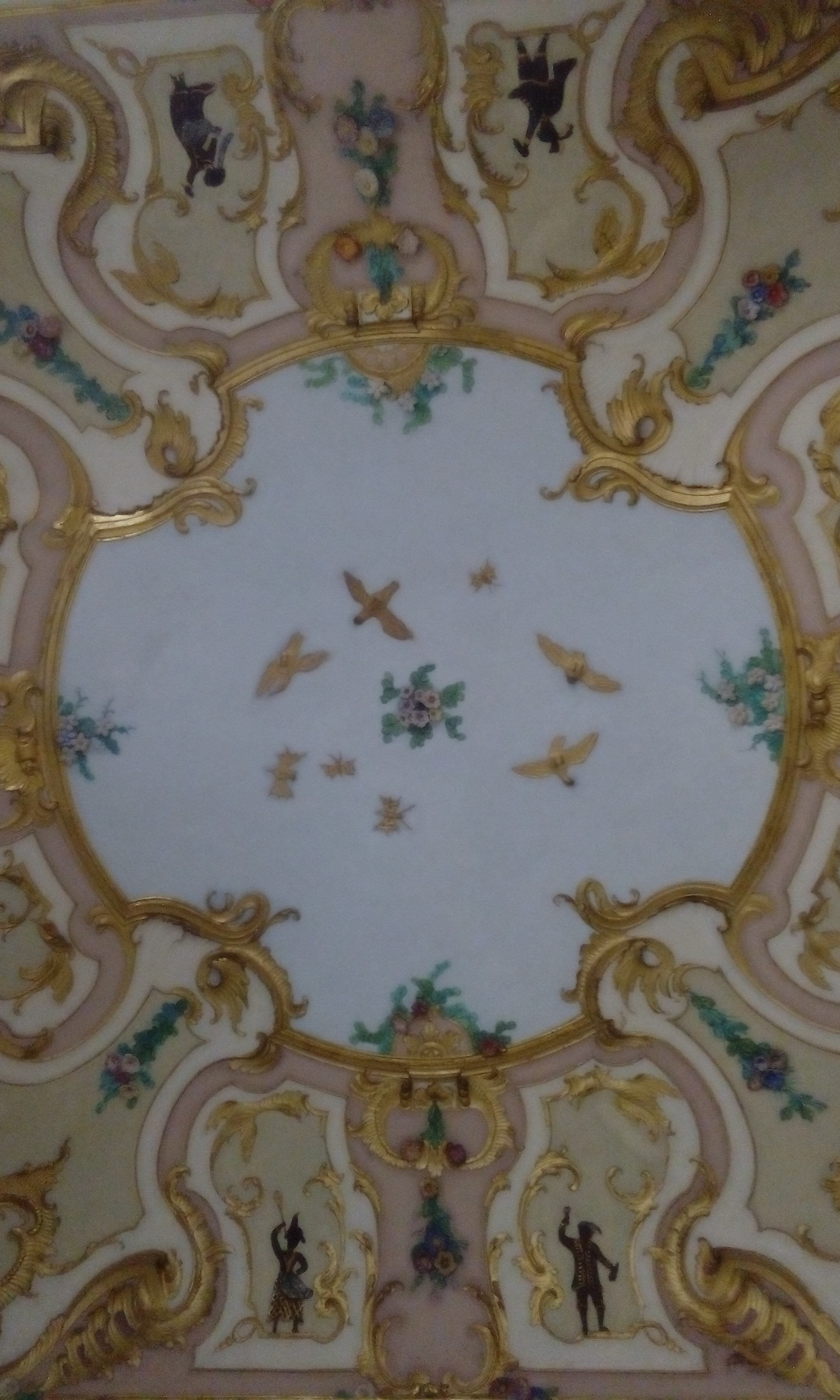
La decorazione a stucchi di una volta del piano nobile

Nella controfacciata si apre un interessante loggiato a tre ordini con porticato al piano terra di cinque fornici e due piani superiori a dieci aperture, tutte separate da colonne. Dal retro, inoltre, si nota meglio l'altana che svetta sopra il tetto del palazzo, meno visibile da piazza Addolorata.

### Interno
L'interno, pur avendo perso gran parte dei parati e del mobilio originali, rimane un bell'esempio di palazzo di provincia. Degna di nota è la serie di porte lignee degli appartamenti del piano nobile, con fregi e dorature e sormontate da pregevoli tele sovrapporta a tema comune per ogni sala: scene di vita quotidiana, pastorale, agreste, marine e decorazioni floreali. Completano la decorazione caminetti in marmo, imposte dipinte delle finestre e stucchi sulle volte.

## Ritrovamenti archeologici
Nelle cantine del palazzo fu ritrovato nel 1836 un mosaico a tessere bianche e nere recante l'iscrizione dedicatoria "M(ARCUS) OCTAVIVS OPTATVS D(E) S(UO) D(EDIT)". Sempre nell'Ottocento fu ritrovato anche un mosaico a fondo bianco con figure allegoriche in rosso e nel 1985 resti di opus sectile a scacchiera bicroma. Questi frammenti sono ora visibili al Museo Archeologico di Acqui, nel Castello dei Paleologi.

## Galleria di immagini

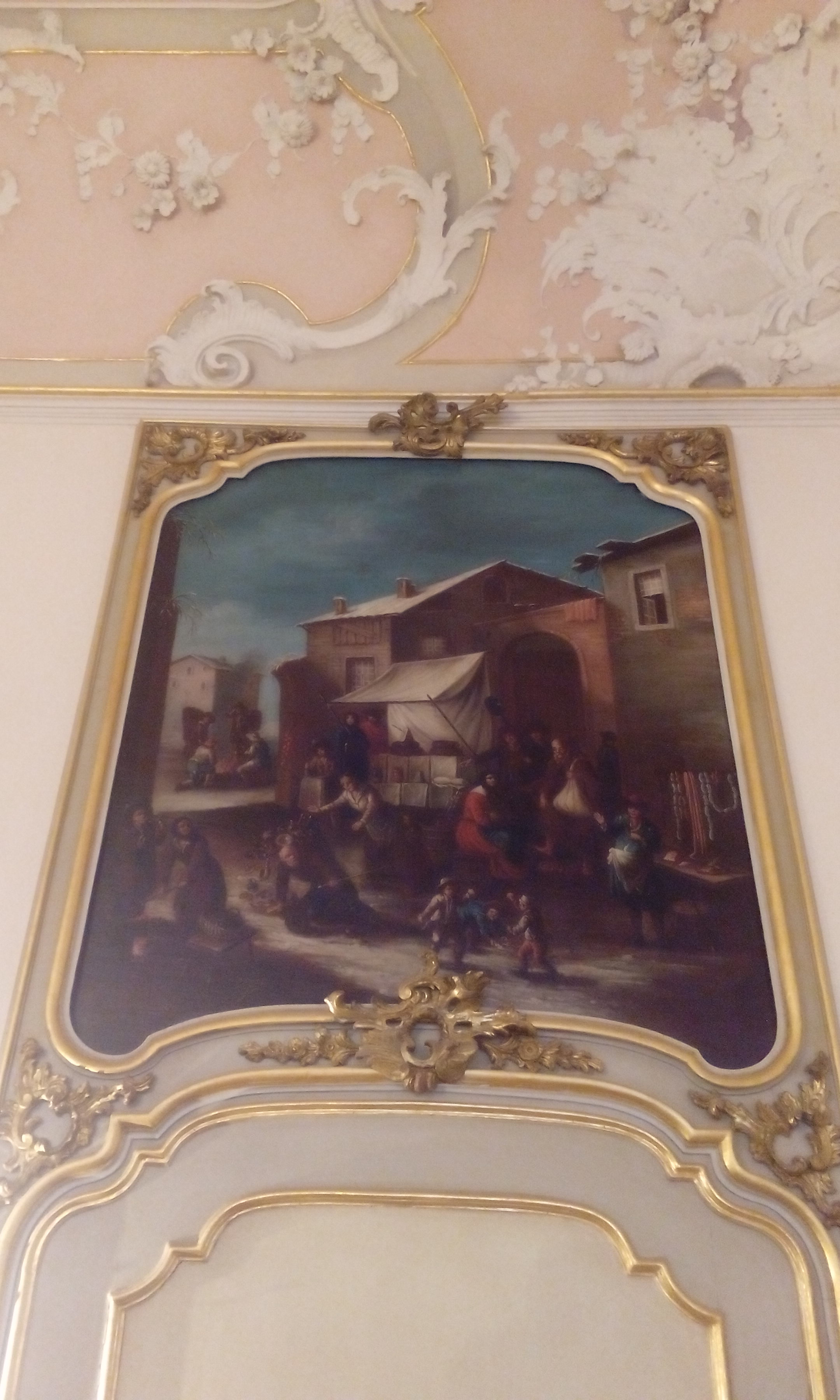
Il sovrapporta di una sala con scene di vita quotidiana

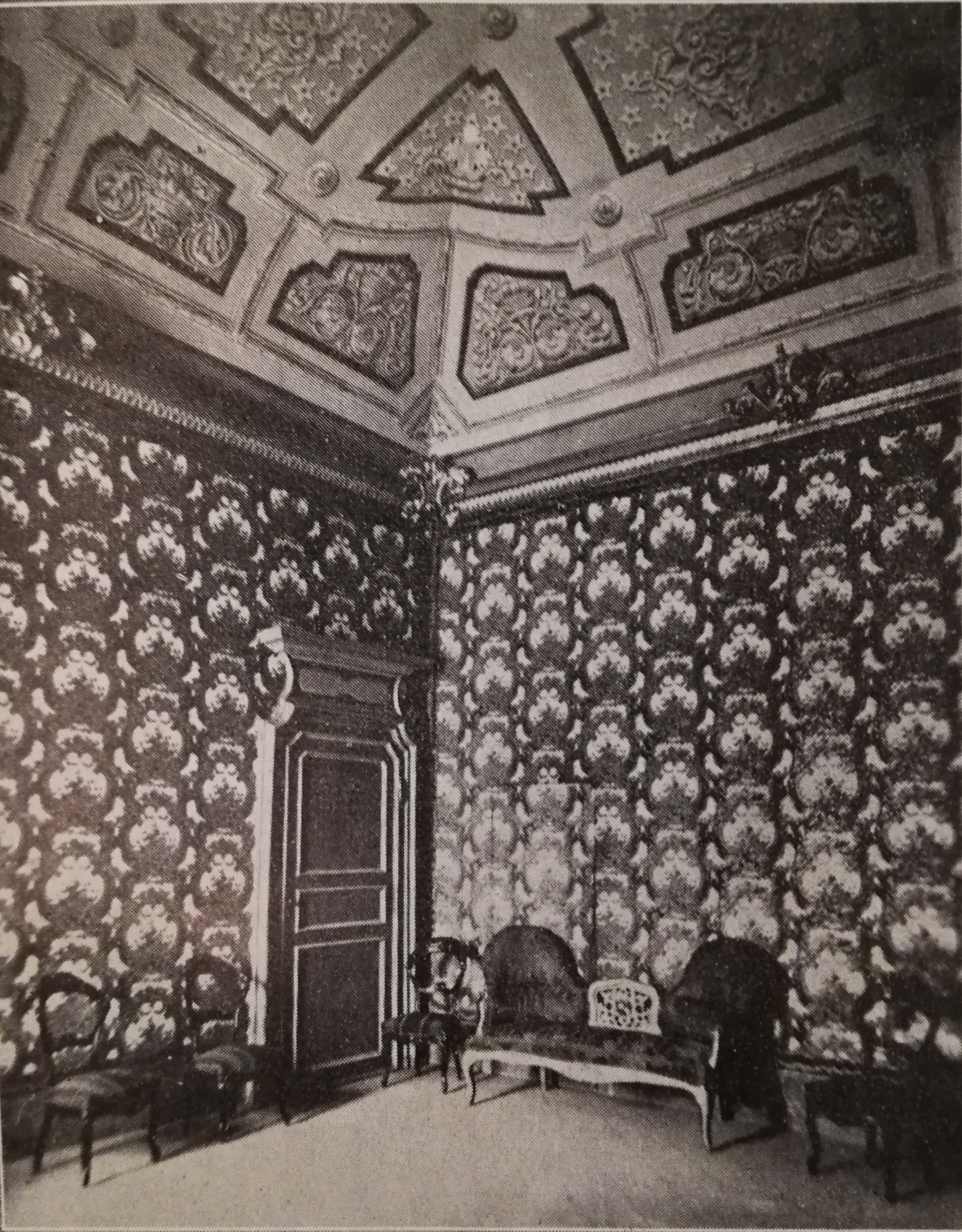
Il salone dove fu ospitato il duca Vittorio Amedeo II

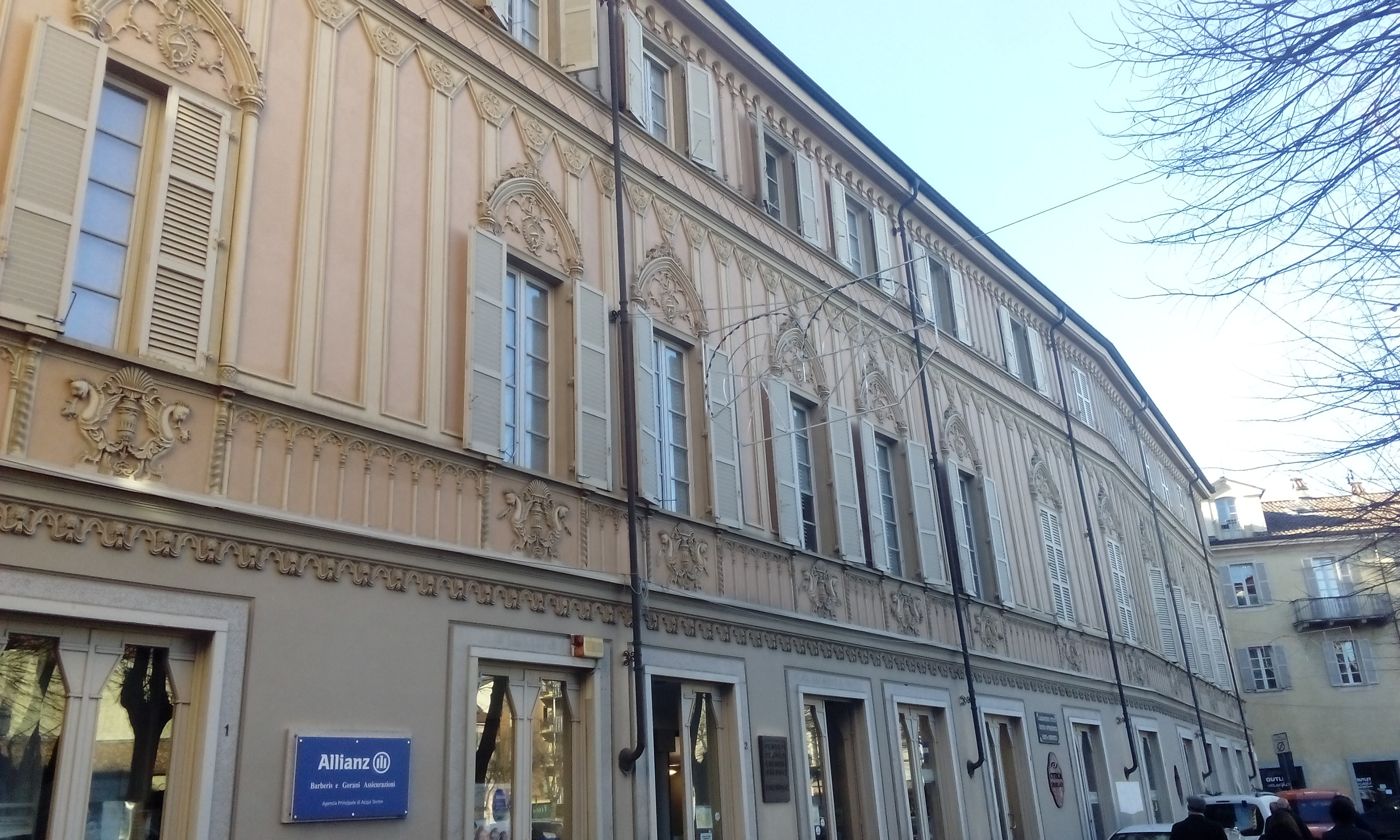
La facciata tardo-ottocentesca su piazza Addolorata